# 岩間スタイル
岩間スタイルとは、合気道創始者・植芝盛平の直弟子である斉藤守弘が教授した合気道技法群の総称である。斉藤は茨城県岩間町（現・笠間市）に植芝盛平が開設した道場において23年の長きにわたり師事し、盛平の没後は同地や世界各地で合気道の指導に当たった。斉藤はその技が「開祖直伝」であることを強調していたが、盛平の息子植芝吉祥丸が統括する東京の合気会本部道場の技との相違点が多かったために「岩間スタイル」と呼ばれるようになった。

## 技法的特徴
- 腕をしっかりと掴まれた状態から技を掛ける「固い稽古」を重視している。戦後、受けも取りも力まずに流れるように動く「流れの稽古」が広く普及したが、盛平は「流れの稽古は三段から」「わしは60年固い稽古をして今がある、貴様らに何が出来るか」と安易に流れの稽古をしないよう戒めていた。[要出典]
- 当身を重視している。盛平は「全ての技には3つ以上の当身が入る」「実戦では当身が七分で技（投げ）三分」という教えを残している。
- 剣・杖を用いた武器技の稽古を重視している。元々合気道は剣術や杖術の理合が体術に反映されており、盛平は岩間において武器技の研究を行った。盛平から直々に武器技の指導を受けた斉藤は、その技法を整理して7の素振り、31の杖、13の杖、20の素振り、合わせ、組太刀・組杖等の稽古法を考案した。

合気会の他の師範からは「岩間の合気道は力づくで技を掛ける」「型に固執しすぎている」と批判されることもあったが、斉藤は固い稽古や体術と武器術の併習によって正しい理合が身に付き、盛平が理想とした「武産合気（状況に応じて無限に技を編み出せる状態）」が可能になるとの信念のもとに、盛平から学んだ稽古法を生涯変えなかった。
また斉藤の生前から「岩間の稽古法は斉藤のオリジナルではないか」という疑問も挙がっていたが、1980年に合気ニュース編集長のスタンレー・プラニンが、1938年に盛平が自費出版した技術書「武道」を発見。そこに記された技と斉藤の技がほぼ一致していたことから、岩間スタイルが開祖直伝であることが証明された。

## 岩間スタイルの普及
- 斉藤が指導した合気会茨城道場が外国からの内弟子を受け入れ、斉藤自身世界各地で指導を行ったこともあり、海外での知名度が高い。
- 斉藤守弘の没後、息子の斉藤仁弘（1957年～）が合気会から独立。現在は合気会に所属する道場の一部と仁弘が設立した岩間神信合氣修練会において岩間スタイルの稽古が行われている。